# Hugh Russell
Hugh Russell (* 15. Dezember 1959 in Belfast, Nordirland; † 13. Oktober 2023) war ein nordirischer Boxer, der bei den Olympischen Sommerspielen 1980 für Irland kämpfte.

## Biografie
Hugh Russell trat als Amateurboxer bei den Commonwealth Games 1978 in Edmonton für Nordirland an. Im Fliegengewicht konnte er die Bronzemedaille gewinnen. Bei den Olympischen Sommerspielen 1980 in Moskau trat der Nordire jedoch nicht für die britische, sondern für die irische Delegation an. Im Fliegengewicht-Turnier konnte er nach Siegen über Samir Khenyab aus dem Iran, Emmanuel Mlundwa aus Tansania und Jo Ryon-sik aus Nordkorea ins Halbfinale einziehen. Dort unterlag er dem Bulgaren Petar Lessow und gewann somit die Bronzemedaille.
1981 begann Russell, der für den Holy Family Boxing Club aus Belfast startete, seine Profikarriere. Im Oktober 1982 besiegte er Davy Larmour in Belfast und wurde Irischer Meister im Bantamgewicht. Der Kampf war gleichzeitig ein Qualifikationskampf für die Britischen Meisterschaften, welche der Nordire 1983 im Bantamgewicht durch einen Sieg über Titelverteidiger John Feeney gewann. Auch in den zwei Folgejahren wurde er Britischer Meister, allerdings im Fliegengewicht.
1985 beendete Russell seine Karriere als ungeschlagener Britischer Meister im Fliegengewicht.